# Leonora (West-Australië)
Leonora is een plaats in de regio Goldfields-Esperance in West-Australië. Het ligt 833 kilometer ten noordoosten van Perth, 237 kilometer ten noorden van Kalgoorlie en 124 kilometer ten noordnoordwesten van Leinster. In 2021 telde het 657 inwoners tegenover 401 in 2006. Ongeveer 20 % van de bevolking had een aboriginesachtergrond.

## Geschiedenis
De oorspronkelijke bewoners van de streek zijn de Ngalia Aborigines.
In 1869 verkende ontdekkingsreiziger John Forrest de streek, op zoek naar de verdwenen Ludwig Leichhardt. Hij gaf de berg Mount Leonora haar naam. In 1894 vond de goudzoeker Morrissey goud in de streek. Edward 'Doodah' Sullivan vond goud, ongeveer zes kilometer ten noorden van Leonora, in 1895. In maart 1896 nam hij de Johannesburg-lease op. In april of mei 1896 vonden de goudzoekers A. Glendinning, Jack Carlson en Frank White goud, daar waar de Sons of Gwalia-mijn zich zou ontwikkelen. Er kwam een goldrush op gang. Herbert Hoover, de latere president van de Verenigde Staten, was de eerste manager van de Sons of Gwalia-mijn, van mei 1898 tot november 1898. Hij drukte de lonen en brak stakingen door - voornamelijk Italiaanse - gastarbeiders aan te trekken.

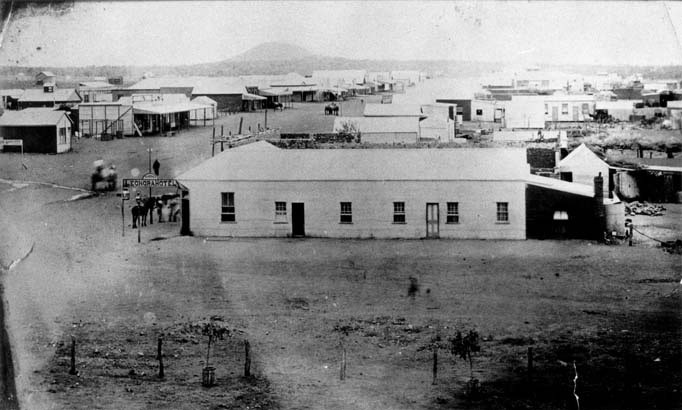
Leonora in 1899

Het plaatsje Leonora ontstond tussen de Sons of Gwalia-goudmijn en enkele andere mijnen. Het werd vernoemd naar de berg Mount Leonora. Op 15 april 1898 werd Leonora officieel gesticht. In 1900 werd het een gemeente. In 1901 begon men aan de aanleg van een spoorweg tussen Leonora en Menzies. Leonora werd tegen 1903 ook door een tramlijn met Gwalia verbonden.
De eerste man die vee naar de streek dreef, was James Willis in 1896. Mr Boyes nam de eerste 'pastorale lease' op. Het vee werd eerst rechtstreeks aan de goudzoekers en mijnwerkers verkocht en later via de slagers. Het was pas in de jaren 1920 dat er schapenstations werden opgekocht met wolproductie als doel, door pastoralisten uit het oosten van Australië.
Leonora leeft mee op het ritme van de Sons of Gwalia-mijn. Tijdens de Eerste Wereldoorlog trokken veel mijnwerkers naar het front. In 1921 woedde er een hevige brand op de mijnterreinen. Tijdens de Tweede Wereldoorlog werden de Italiaanse mijnwerkers geïnterneerd. In 1963 ging Sons of Gwalia Ltd. failliet en tussen 1963 en 1983 werd er geen goud meer gedolven. Vanaf 1983 tot 2005 opereerde Sons of Gwalia NL er een dagbouwmijn. Sons of Gwalia NL werd in 2005 overgenomen door St Barbara Ltd die terug ondergronds ging met nieuwe technieken.

## Toerisme
- Een erfgoedroute doet een dertigtal historische gebouwen aan in Leonora.
- Het Gwalia Museum ligt in het spookstadje Gwalia op anderhalve kilometer van Leonora.

## Transport
Leonora heeft een vlieghaven, de Leonora Airport (ICAO:LNO, IATA:YLEO). Skippers Aviation vliegt er op Leinster en Perth.
De Goldfields Highway (A49) loopt door Leonora en sluit aan op de Great Northern Highway (N95) en de Coolgardie–Esperance Highway (N94).
De spoorweg vanuit Kalgoorlie eindigt in Leonora en maakt deel uit van het goederenspoorwegnetwerk van Arc Infrastructure. Er rijden geen reizigerstreinen.

## Klimaat
Leonora kent een woestijnklimaat met zeer warme zomers en koele winters. 's Winters ligt er 's morgens soms rijp. Het regent er zeer weinig. Tijdens de zomer van 2012/2013 bereikte de temperatuur voor het eerst sinds de metingen 49 °C.
| Maand                                  | jan  | feb  | mrt  | apr  | mei  | jun  | jul  | aug  | sep  | okt  | nov  | dec  | Jaar  |
| -------------------------------------- | ---- | ---- | ---- | ---- | ---- | ---- | ---- | ---- | ---- | ---- | ---- | ---- | ----- |
| Gemiddeld maximum (°C)                 | 37,0 | 35,3 | 32,6 | 27,9 | 22,8 | 19,0 | 18,4 | 20,7 | 24,9 | 28,9 | 32,3 | 35,3 | 27,9  |
| Gemiddeld minimum (°C)                 | 21,8 | 20,9 | 18,6 | 14,8 | 10,2 | 7,3  | 6,1  | 7,0  | 10,0 | 13,7 | 17,0 | 20,0 | 14,0  |
|                                        |      |      |      |      |      |      |      |      |      |      |      |      |       |
| Neerslag (mm)                          | 26,3 | 31,2 | 29,0 | 20,4 | 23,9 | 25,0 | 18,8 | 15,9 | 9,0  | 9,5  | 12,4 | 16,8 | 238,2 |
| Regendagen (dag)                       | 2,4  | 2,5  | 2,6  | 2,6  | 3,0  | 3,6  | 3,3  | 2,5  | 1,5  | 1,5  | 1,9  | 2,3  | 29,7  |
| Relatieve luchtvochtigheid (%)         | 21   | 27   | 28   | 34   | 39   | 45   | 43   | 36   | 28   | 22   | 21   | 20   | 30,3  |
| Bron: Australian Bureau of Meteorology |      |      |      |      |      |      |      |      |      |      |      |      |       |

Agnew · Balagundi · Balgarri · Bardoc · Beria · Black Flag · Bonnie Vale · Boorara · Boulder · Broad Arrow · Buldania · Bullabulling · Bulong · Burbanks · Burtville · Callion · Cascade · Comet Vale · Condingup · Coolgardie · Coonana · Cosmo Newbery · Cundeelee · Dalyup · Davyhurst · Duketon · Dundas · Dunnsville · Esperance · Eucla · Eulaminna · Euro · Feysville · Forrest · Gibson · Gindalbie · Golden Ridge · Goongarrie · Grass Patch · Gudarra · Gwalia · Higginsville · Hopetoun · Israelite Bay · Jerdacuttup · Kalgoorlie · Kambalda · Kambalda West · Kanowna · Kathleen · Kintore · Kookynie · Kurnalpi · Kunanalling · Kundana · Kurrajong · Kurrawang · Lakewood · Laverton · Lawlers · Leinster · Leonara · Linden · Londonderry · Loongana · Malcolm · Menzies · Mertondale · Mount Burges · Mount Ida · Mount Margaret · Mount Morgans · Mulgarrie · Mulwarrie · Mulline · Mungari · Munglinup · Murrin Murrin · Niagara · Norseman · Ora Banda · Princess Royal · Ravensthorpe · Rawlinna · Salmon Gums · Scaddan · Sir Samuel · Tampa · Vivien · Warburton · Waverley · Widgiemooltha · Windanya · Wingellina · Woodarra · Yarri · Yerilla · Yunndaga · Yundamindera · Zanthus